# カークエスト
株式会社カークエスト（英: CAR QUEST Co.,Ltd.）は、群馬県前橋市に本社を置き中古車業者向けインターネット情報サービス「CIS（Carquest Internet Solutions）」の運営および廃ゴムのリサイクルを行っていた日本の企業。株式会社ユー・エス・エス（日本で最大手の中古車オークション運営業者）の子会社であったが、2016年4月1日に吸収合併された。
中古車買取専門店のフランチャイズ・チェーン「ラビット」（Rabbit）は、2008年3月までは当社（旧・株式会社カークエスト）が運営していたが、2008年4月に株式会社R&W（現・株式会社リプロワールド）へ運営会社を変更。さらに2014年7月に株式会社ラビット・カーネットワークへ新設分割により継承されている。

## 沿革

### 株式会社USS東洋（現・株式会社カークエスト）
- 1935年6月 - 設立。
- 2005年4月 - ミサワ東洋株式会社が、株式会社ユー・エス・エスの子会社となる。
- 2005年5月 - ミサワ東洋株式会社が、株式会社USS東洋に社名変更。
- 2012年2月 - 株式会社USS東洋が、株式会社カークエストを吸収合併し、株式会社カークエストに社名変更。

### 株式会社カークエスト（旧）
- 1998年5月 - 株式会社ラビットジャパン 設立。
- 1999年11月 - 株式会社ユー・エス・エス・カーバンクネット 設立。
- 2000年6月 - 株式会社ラビットジャパンが、株式会社ユー・エス・エスと業務提携。
- 2001年7月 - 株式会社ラビットジャパンが、株式会社ユー・エス・エスの子会社となる。
- 2001年10月 - 株式会社ユー・エス・エス・カーバンクネット（存続会社）が株式会社ラビットジャパンを合併。
- 2002年4月 - 株式会社ユー・エス・エス・カーバンクネットが、株式会社カークエストに社名変更。
- 2008年4月 - 株式会社ユー・エス・エスのリサイクル事業子会社、株式会社R&W（現・株式会社リプロワールド）が株式会社カークエストから同社のラビット事業（旧ラビットジャパン）を譲り受ける。
- 2016年4月 - 親会社の株式会社ユー・エス・エスに吸収合併される。

## CIS
中古車オークションの出品情報、相場情報などを提供。
ネット経由で応札ができるオプションも用意されている。
会員数はおよそ16,000社（前身であるUSSカーバンクネットの2006年3月時点）。

## ラビット
現在は株式会社ラビット・カーネットワークが運営している。
買取台数では業界第2位グループに属する（1位はガリバーインターナショナル）。
多くの業者が参加するUSSオークションと連携していることで高値での買取ができるとのアピールをしている。
本部社員や、加盟店社長には（株）ガリバーインターナショナルの元社員が多く、ガリバーノウハウが外部に漏れる要素の一部となっている。

### CM
出演者
- 2002年6月～2003年12月 - じゃぴょん、友野英俊
- 2004年1月～2007年6月 - 所ジョージ
- 2007年7月～2018年12月 - 石塚英彦
- 2019年1月〜2020年12月 - 今田美桜
- 2021年1月～現在 - メイプル超合金

### 提供番組
ラジオ（いずれもJFN系列）
- ディア・フレンズ (坂本美雨・月 - 木)
- 松任谷由実YumingChord (松任谷由実・金)

## 事業所
- 本社・東洋事業部 - 群馬県前橋市粕川町深津1573番地
- インターネット事業部 - 東京都中央区日本橋3-10-5 オンワードパークビルディング 9F